# Mistrzostwa Świata w Hokeju na Lodzie 2024 (II Dywizja)
Mistrzostwa Świata w Hokeju na Lodzie II Dywizji 2024 rozegrane zostały w dniach 21-27 kwietnia (Dywizja II, Grupa A) oraz 22-28 kwietnia (Dywizja II, Grupa B).
Do mistrzostw II Dywizji przystąpiło 12 zespołów, które zostały podzielone na dwie grupy po sześć zespołów. Dywizja II, Grupa A swoje mecze rozgrywała w Belgradzie, natomiast Dywizja II, Grupa B w Sofii. Reprezentacje rywalizowały systemem każdy z każdym.
Hale, w których zorganizowano zawody:
- Ice Rink Pionir w Belgradzie – Dywizja IIA,
- Zimowy Pałac Sportu w Sofii – Dywizja IIB.

## Grupa A
Do mistrzostw świata I dywizji w 2025 z Dywizji IIA awansowała najlepsza reprezentacja. Ostatni zespół został zdegradowany.
Wyniki
| 21 kwietnia 2024 | Chorwacja | 11 : 2 | Islandia | Ice Rink Pionir, Belgrad |

| Szczegóły      | Szczegóły | Szczegóły       | Szczegóły | Szczegóły                         |
| -------------- | --------- | --------------- | --------- | --------------------------------- |
| Godzina: 12:30 |           | (4:0, 4:2, 3:0) |           | Sędzia główny: Sędziowie liniowi: |
| Godzina: 12:30 | min. kar  |                 | min. kar  | Sędzia główny: Sędziowie liniowi: |

| 21 kwietnia 2024 | Zjednoczone Emiraty Arabskie | 10 : 6 | Izrael | Ice Rink Pionir, Belgrad |

| Szczegóły      | Szczegóły | Szczegóły       | Szczegóły | Szczegóły                         |
| -------------- | --------- | --------------- | --------- | --------------------------------- |
| Godzina: 16:00 |           | (2:2, 4:1, 4:3) |           | Sędzia główny: Sędziowie liniowi: |
| Godzina: 16:00 | min. kar  |                 | min. kar  | Sędzia główny: Sędziowie liniowi: |

| 21 kwietnia 2024 | Australia | 2 : 4 | Serbia | Ice Rink Pionir, Belgrad |

| Szczegóły      | Szczegóły | Szczegóły       | Szczegóły | Szczegóły                         |
| -------------- | --------- | --------------- | --------- | --------------------------------- |
| Godzina: 19:30 |           | (1:1, 1:2, 0:1) |           | Sędzia główny: Sędziowie liniowi: |
| Godzina: 19:30 | min. kar  |                 | min. kar  | Sędzia główny: Sędziowie liniowi: |

| 22 kwietnia 2024 | Islandia | 2 : 7 | Zjednoczone Emiraty Arabskie | Ice Rink Pionir, Belgrad |

| Szczegóły      | Szczegóły | Szczegóły       | Szczegóły | Szczegóły                         |
| -------------- | --------- | --------------- | --------- | --------------------------------- |
| Godzina: 12:30 |           | (1:1, 1:6, 0:0) |           | Sędzia główny: Sędziowie liniowi: |
| Godzina: 12:30 | min. kar  |                 | min. kar  | Sędzia główny: Sędziowie liniowi: |

| 22 kwietnia 2024 | Chorwacja | 3 : 2 | Australia | Ice Rink Pionir, Belgrad |

| Szczegóły      | Szczegóły | Szczegóły       | Szczegóły | Szczegóły                         |
| -------------- | --------- | --------------- | --------- | --------------------------------- |
| Godzina: 16:00 |           | (0:1, 2:1, 1:0) |           | Sędzia główny: Sędziowie liniowi: |
| Godzina: 16:00 | min. kar  |                 | min. kar  | Sędzia główny: Sędziowie liniowi: |

| 22 kwietnia 2024 | Serbia | 5 : 1 | Izrael | Ice Rink Pionir, Belgrad |

| Szczegóły      | Szczegóły | Szczegóły       | Szczegóły | Szczegóły                         |
| -------------- | --------- | --------------- | --------- | --------------------------------- |
| Godzina: 19:30 |           | (1:0, 2:1, 2:0) |           | Sędzia główny: Sędziowie liniowi: |
| Godzina: 19:30 | min. kar  |                 | min. kar  | Sędzia główny: Sędziowie liniowi: |

| 24 kwietnia 2024 | Australia | 4 : 5 pk. | Izrael | Ice Rink Pionir, Belgrad |

| Szczegóły      | Szczegóły | Szczegóły                 | Szczegóły | Szczegóły                         |
| -------------- | --------- | ------------------------- | --------- | --------------------------------- |
| Godzina: 12:30 |           | (2:0, 1:0, 1:4, 0:0, 0:1) |           | Sędzia główny: Sędziowie liniowi: |
| Godzina: 12:30 | min. kar  |                           | min. kar  | Sędzia główny: Sędziowie liniowi: |

| 24 kwietnia 2024 | Chorwacja | 4 : 1 | Zjednoczone Emiraty Arabskie | Ice Rink Pionir, Belgrad |

| Szczegóły      | Szczegóły | Szczegóły       | Szczegóły | Szczegóły                         |
| -------------- | --------- | --------------- | --------- | --------------------------------- |
| Godzina: 16:00 |           | (2:1, 1:0, 1:0) |           | Sędzia główny: Sędziowie liniowi: |
| Godzina: 16:00 | min. kar  |                 | min. kar  | Sędzia główny: Sędziowie liniowi: |

| 24 kwietnia 2024 | Serbia | 9 : 3 | Islandia | Ice Rink Pionir, Belgrad |

| Szczegóły      | Szczegóły | Szczegóły       | Szczegóły | Szczegóły                         |
| -------------- | --------- | --------------- | --------- | --------------------------------- |
| Godzina: 19:30 |           | (3:1, 2:1, 4:1) |           | Sędzia główny: Sędziowie liniowi: |
| Godzina: 19:30 | min. kar  |                 | min. kar  | Sędzia główny: Sędziowie liniowi: |

| 25 kwietnia 2024 | Izrael | 1 : 5 | Chorwacja | Ice Rink Pionir, Belgrad |

| Szczegóły      | Szczegóły | Szczegóły       | Szczegóły | Szczegóły                         |
| -------------- | --------- | --------------- | --------- | --------------------------------- |
| Godzina: 12:30 |           | (1:3, 0:1, 0:1) |           | Sędzia główny: Sędziowie liniowi: |
| Godzina: 12:30 | min. kar  |                 | min. kar  | Sędzia główny: Sędziowie liniowi: |

| 25 kwietnia 2024 | Islandia | 2 : 3 | Australia | Ice Rink Pionir, Belgrad |

| Szczegóły      | Szczegóły | Szczegóły       | Szczegóły | Szczegóły                         |
| -------------- | --------- | --------------- | --------- | --------------------------------- |
| Godzina: 16:00 |           | (0:2, 1:1, 0:1) |           | Sędzia główny: Sędziowie liniowi: |
| Godzina: 16:00 | min. kar  |                 | min. kar  | Sędzia główny: Sędziowie liniowi: |

| 25 kwietnia 2024 | Zjednoczone Emiraty Arabskie | 2 : 5 | Serbia | Ice Rink Pionir, Belgrad |

| Szczegóły      | Szczegóły | Szczegóły       | Szczegóły | Szczegóły                         |
| -------------- | --------- | --------------- | --------- | --------------------------------- |
| Godzina: 19:30 |           | (1:1, 0:1, 1:3) |           | Sędzia główny: Sędziowie liniowi: |
| Godzina: 19:30 | min. kar  |                 | min. kar  | Sędzia główny: Sędziowie liniowi: |

| 27 kwietnia 2024 | Australia | 4 : 5 | Zjednoczone Emiraty Arabskie | Ice Rink Pionir, Belgrad |

| Szczegóły      | Szczegóły | Szczegóły       | Szczegóły | Szczegóły                         |
| -------------- | --------- | --------------- | --------- | --------------------------------- |
| Godzina: 12:30 |           | (2:1, 1:2, 1:2) |           | Sędzia główny: Sędziowie liniowi: |
| Godzina: 12:30 | min. kar  |                 | min. kar  | Sędzia główny: Sędziowie liniowi: |

| 27 kwietnia 2024 | Izrael | 4 : 2 | Islandia | Ice Rink Pionir, Belgrad |

| Szczegóły      | Szczegóły | Szczegóły       | Szczegóły | Szczegóły                         |
| -------------- | --------- | --------------- | --------- | --------------------------------- |
| Godzina: 16:00 |           | (0:1, 1:0, 3:1) |           | Sędzia główny: Sędziowie liniowi: |
| Godzina: 16:00 | min. kar  |                 | min. kar  | Sędzia główny: Sędziowie liniowi: |

| 27 kwietnia 2024 | Serbia | 0 : 3 | Chorwacja | Ice Rink Pionir, Belgrad |

| Szczegóły      | Szczegóły | Szczegóły       | Szczegóły | Szczegóły                         |
| -------------- | --------- | --------------- | --------- | --------------------------------- |
| Godzina: 19:30 |           | (0:2, 0:1, 0:0) |           | Sędzia główny: Sędziowie liniowi: |
| Godzina: 19:30 | min. kar  |                 | min. kar  | Sędzia główny: Sędziowie liniowi: |

Tabela
| Lp. | Zespół                       | M | Pkt | Z | Zd | Pd | P | G+ | G- | +/− |
| --- | ---------------------------- | - | --- | - | -- | -- | - | -- | -- | --- |
| 1   | Chorwacja                    | 5 | 15  | 5 | 0  | 0  | 0 | 26 | 6  | +20 |
| 2   | Serbia                       | 5 | 12  | 4 | 0  | 0  | 1 | 23 | 11 | +12 |
| 3   | Zjednoczone Emiraty Arabskie | 5 | 9   | 3 | 0  | 0  | 2 | 25 | 21 | +4  |
| 4   | Izrael                       | 5 | 5   | 1 | 1  | 0  | 3 | 17 | 26 | −9  |
| 5   | Australia                    | 5 | 4   | 1 | 0  | 1  | 3 | 15 | 19 | −4  |
| 6   | Islandia                     | 5 | 0   | 0 | 0  | 0  | 5 | 11 | 34 | −23 |

     = awans do Dywizji I, Grupy B

     = utrzymanie w Dywizji II, Grupie A

     = spadek do Dywizji II, Grupy B

## Grupa B
Do mistrzostw świata II dywizji w 2025 z Dywizji IIB awansowała najlepsza reprezentacja. Ostatni zespół został zdegradowany.
Wyniki
| 22 kwietnia 2024 | Chińskie Tajpej | 1 : 5 | Nowa Zelandia | Zimowy Pałac Sportu, Sofia |

| Szczegóły      | Szczegóły | Szczegóły       | Szczegóły | Szczegóły                         |
| -------------- | --------- | --------------- | --------- | --------------------------------- |
| Godzina: 13:00 |           | (1:0, 0:1, 0:4) |           | Sędzia główny: Sędziowie liniowi: |
| Godzina: 13:00 | min. kar  |                 | min. kar  | Sędzia główny: Sędziowie liniowi: |

| 22 kwietnia 2024 | Belgia | 8 : 0 | Turcja | Zimowy Pałac Sportu, Sofia |

| Szczegóły      | Szczegóły | Szczegóły       | Szczegóły | Szczegóły                         |
| -------------- | --------- | --------------- | --------- | --------------------------------- |
| Godzina: 16:30 |           | (0:0, 3:0, 5:0) |           | Sędzia główny: Sędziowie liniowi: |
| Godzina: 16:30 | min. kar  |                 | min. kar  | Sędzia główny: Sędziowie liniowi: |

| 22 kwietnia 2024 | Bułgaria | 1 : 7 | Gruzja | Zimowy Pałac Sportu, Sofia |

| Szczegóły      | Szczegóły | Szczegóły       | Szczegóły | Szczegóły                         |
| -------------- | --------- | --------------- | --------- | --------------------------------- |
| Godzina: 20:00 |           | (1:1, 0:2, 0:4) |           | Sędzia główny: Sędziowie liniowi: |
| Godzina: 20:00 | min. kar  |                 | min. kar  | Sędzia główny: Sędziowie liniowi: |

| 23 kwietnia 2024 | Turcja | 5 : 4 pk. | Chińskie Tajpej | Zimowy Pałac Sportu, Sofia |

| Szczegóły      | Szczegóły | Szczegóły                 | Szczegóły | Szczegóły                         |
| -------------- | --------- | ------------------------- | --------- | --------------------------------- |
| Godzina: 13:00 |           | (0:1, 1:2, 3:1, 0:0, 1:0) |           | Sędzia główny: Sędziowie liniowi: |
| Godzina: 13:00 | min. kar  |                           | min. kar  | Sędzia główny: Sędziowie liniowi: |

| 23 kwietnia 2024 | Gruzja | 2 : 6 | Nowa Zelandia | Zimowy Pałac Sportu, Sofia |

| Szczegóły      | Szczegóły | Szczegóły       | Szczegóły | Szczegóły                         |
| -------------- | --------- | --------------- | --------- | --------------------------------- |
| Godzina: 16:30 |           | (1:2, 0:2, 1:2) |           | Sędzia główny: Sędziowie liniowi: |
| Godzina: 16:30 | min. kar  |                 | min. kar  | Sędzia główny: Sędziowie liniowi: |

| 23 kwietnia 2024 | Belgia | 11 : 1 | Bułgaria | Zimowy Pałac Sportu, Sofia |

| Szczegóły      | Szczegóły | Szczegóły       | Szczegóły | Szczegóły                         |
| -------------- | --------- | --------------- | --------- | --------------------------------- |
| Godzina: 20:00 |           | (3:0, 5:1, 3:0) |           | Sędzia główny: Sędziowie liniowi: |
| Godzina: 20:00 | min. kar  |                 | min. kar  | Sędzia główny: Sędziowie liniowi: |

| 25 kwietnia 2024 | Gruzja | 3 : 2 | Turcja | Zimowy Pałac Sportu, Sofia |

| Szczegóły      | Szczegóły | Szczegóły       | Szczegóły | Szczegóły                         |
| -------------- | --------- | --------------- | --------- | --------------------------------- |
| Godzina: 13:00 |           | (0:1, 2:1, 1:0) |           | Sędzia główny: Sędziowie liniowi: |
| Godzina: 13:00 | min. kar  |                 | min. kar  | Sędzia główny: Sędziowie liniowi: |

| 25 kwietnia 2024 | Belgia | 8 : 1 | Chińskie Tajpej | Zimowy Pałac Sportu, Sofia |

| Szczegóły      | Szczegóły | Szczegóły       | Szczegóły | Szczegóły                         |
| -------------- | --------- | --------------- | --------- | --------------------------------- |
| Godzina: 16:30 |           | (3:1, 3:0, 2:0) |           | Sędzia główny: Sędziowie liniowi: |
| Godzina: 16:30 | min. kar  |                 | min. kar  | Sędzia główny: Sędziowie liniowi: |

| 25 kwietnia 2024 | Bułgaria | 7 : 6 pk. | Nowa Zelandia | Zimowy Pałac Sportu, Sofia |

| Szczegóły      | Szczegóły | Szczegóły                 | Szczegóły | Szczegóły                         |
| -------------- | --------- | ------------------------- | --------- | --------------------------------- |
| Godzina: 20:00 |           | (4:2, 2:2, 0:2, 0:0, 1:0) |           | Sędzia główny: Sędziowie liniowi: |
| Godzina: 20:00 | min. kar  |                           | min. kar  | Sędzia główny: Sędziowie liniowi: |

| 27 kwietnia 2024 | Nowa Zelandia | 0 : 6 | Belgia | Zimowy Pałac Sportu, Sofia |

| Szczegóły      | Szczegóły | Szczegóły       | Szczegóły | Szczegóły                         |
| -------------- | --------- | --------------- | --------- | --------------------------------- |
| Godzina: 13:00 |           | (0:1, 0:4, 0:1) |           | Sędzia główny: Sędziowie liniowi: |
| Godzina: 13:00 | min. kar  |                 | min. kar  | Sędzia główny: Sędziowie liniowi: |

| 27 kwietnia 2024 | Turcja | 1 : 5 | Bułgaria | Zimowy Pałac Sportu, Sofia |

| Szczegóły      | Szczegóły | Szczegóły       | Szczegóły | Szczegóły                         |
| -------------- | --------- | --------------- | --------- | --------------------------------- |
| Godzina: 16:30 |           | (0:0, 1:3, 0:2) |           | Sędzia główny: Sędziowie liniowi: |
| Godzina: 16:30 | min. kar  |                 | min. kar  | Sędzia główny: Sędziowie liniowi: |

| 27 kwietnia 2024 | Chińskie Tajpej | 4 : 6 | Gruzja | Zimowy Pałac Sportu, Sofia |

| Szczegóły      | Szczegóły | Szczegóły       | Szczegóły | Szczegóły                         |
| -------------- | --------- | --------------- | --------- | --------------------------------- |
| Godzina: 20:00 |           | (1:2, 2:1, 1:3) |           | Sędzia główny: Sędziowie liniowi: |
| Godzina: 20:00 | min. kar  |                 | min. kar  | Sędzia główny: Sędziowie liniowi: |

| 28 kwietnia 2024 | Nowa Zelandia | 5 : 2 | Turcja | Zimowy Pałac Sportu, Sofia |

| Szczegóły      | Szczegóły | Szczegóły       | Szczegóły | Szczegóły                         |
| -------------- | --------- | --------------- | --------- | --------------------------------- |
| Godzina: 13:00 |           | (2:0, 1:1, 2:1) |           | Sędzia główny: Sędziowie liniowi: |
| Godzina: 13:00 | min. kar  |                 | min. kar  | Sędzia główny: Sędziowie liniowi: |

| 28 kwietnia 2024 | Bułgaria | 3 : 4 | Chińskie Tajpej | Zimowy Pałac Sportu, Sofia |

| Szczegóły      | Szczegóły | Szczegóły       | Szczegóły | Szczegóły                         |
| -------------- | --------- | --------------- | --------- | --------------------------------- |
| Godzina: 16:30 |           | (1:0, 1:3, 1:1) |           | Sędzia główny: Sędziowie liniowi: |
| Godzina: 16:30 | min. kar  |                 | min. kar  | Sędzia główny: Sędziowie liniowi: |

| 28 kwietnia 2024 | Gruzja | 2 : 4 | Belgia | Zimowy Pałac Sportu, Sofia |

| Szczegóły      | Szczegóły | Szczegóły       | Szczegóły | Szczegóły                         |
| -------------- | --------- | --------------- | --------- | --------------------------------- |
| Godzina: 20:00 |           | (2:1, 0:2, 0:1) |           | Sędzia główny: Sędziowie liniowi: |
| Godzina: 20:00 | min. kar  |                 | min. kar  | Sędzia główny: Sędziowie liniowi: |

Tabela
| Lp. | Zespół          | M | Pkt | Z | Zd | Pd | P | G+ | G- | +/− |
| --- | --------------- | - | --- | - | -- | -- | - | -- | -- | --- |
| 1   | Belgia          | 5 | 15  | 5 | 0  | 0  | 0 | 37 | 4  | +33 |
| 2   | Nowa Zelandia   | 5 | 10  | 3 | 0  | 1  | 1 | 22 | 18 | +4  |
| 3   | Gruzja          | 5 | 9   | 3 | 0  | 0  | 2 | 20 | 17 | +3  |
| 4   | Bułgaria        | 5 | 5   | 1 | 1  | 0  | 3 | 17 | 29 | −12 |
| 5   | Chińskie Tajpej | 5 | 4   | 1 | 0  | 1  | 3 | 14 | 27 | −13 |
| 6   | Turcja          | 5 | 2   | 0 | 1  | 0  | 4 | 10 | 25 | −15 |

     = awans do Dywizji II, Grupy A

     = utrzymanie w Dywizji II, Grupie B

     = spadek do Dywizji III, Grupy A